# Charles Bernhoeft

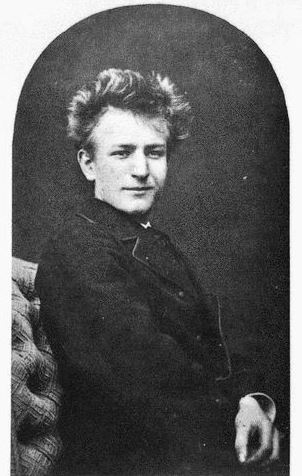
Charles Bernhoeft vers 1879

Charles (Carl Michael) Bernhoeft (né le 22 juillet 1859 à Luxembourg, mort le 7 février 1933 à Beggen) est un photographe luxembourgeois.

## Biographie
En 1878, Charles Bernhoeft reprend le studio photographique d'Anton Mehlbreuer que celui-ci avait ouvert dans la capitale luxembourgeoise en 1866.
Devenu « photographe de la Cour » en 1891, il a été jusqu'en 1910 le portraitiste le plus renommé au Luxembourg.
À côté des portraits, il pratique aussi la photographie de paysage, commercialisant des cartes postales et des albums de sa production. Un autre créneau de ses activités sont les travaux photographiques dont il est chargé par des entreprises.
En collaboration avec Jean-Nicolas Moes, Bernhoeft édite le premier hebdomadaire illustré de photographies du Luxembourg (Das Luxemburger Land in Wort und Bild) (1895), dont la publication cesse après neuf mois.
Bernhoeft est l'inventeur d'un appareil permettant de faire des photos à l'intérieur moyennant un éclair indirect au magnésium. Cet appareil breveté, Bernhoeft le présente à des expositions internationales et parvient à le vendre à plusieurs centaines de photographes professionnels en Europe.
Bernhoeft prend sa retraite en 1910 et décède en 1933 à Beggen (Grand-Duché de Luxembourg).

## Sélection d'albums
- Luxembourg et ses environs (1887)
- Le Grand-Duché de Luxembourg (1889-91)
- Album von Trier (Trèves). Ansichten der Stadt und ihrer nächsten Umgebung (autour de 1890)
- Strassburg, Metz und die Vogesen (1891 et 1894)
- Le Luxembourg pittoresque (1893)
- Exposition universelle d'Anvers 1894 (1894)
- Album von Cöln (1895-96)
- Cöln und der Rhein (1895-96)
- Der Rhein und seine Nebenthäler (1895-96)
- Bilder aus der Pfalz (1895)
- Nederland in Beeld (1895-99)
- Eifel-Album (1896)
- Carrières de Petit Granit de M.M. J. Velge et J. Cornet à Écaussinnes (1896)
- Établissements Eugène Mercier & Cie. (vers 1900)
- Deutsch-Luxemburgische Bergwerks- und Hütten-Aktiengesellschaft, Abtheilung Differdingen (1903-1904)
- Grand Pont Adolphe à Luxembourg (1904)

## Référence
- (lb) Cet article est partiellement ou en totalité issu de l’article de Wikipédia en luxembourgeois intitulé « Charles Bernhoeft » (voir la liste des auteurs).